# Z-toets
Een z-toets is in de statistiek een statistische toets voor de verwachtingswaarde van een normale verdeling met een bekende standaardafwijking, met als toetsingsgrootheid het gestandaardiseerde steekproefgemiddelde. De z-toets is sterk verwant met de t-toets, die toepassing vindt in dezelfde situatie wanneer de standaardafwijking niet bekend is.

## Definitie
Zij {\displaystyle X_{1},\dots ,X_{n}} een aselecte steekproef uit een normale verdeling met onbekende verwachtingswaarde {\displaystyle \mu } en bekende standaardafwijking {\displaystyle \sigma }. Voor het toetsen van de nulhypothese
{\displaystyle H_{0}\colon \mu =\mu _{0}}
tegen een van de alternatieven
{\displaystyle H_{1}\colon \mu >\mu _{0}},
{\displaystyle H_{1}\colon \mu <\mu _{0}}
of
{\displaystyle H_{1}\colon \mu \neq \mu _{0}}
wordt de  z-toets gebruikt met als toetsingsgrootheid Z, gegeven door:
{\displaystyle Z={\frac {{\bar {X}}-\mu _{0}}{\sigma }}{\sqrt {n}}},
waarin {\displaystyle {\bar {X}}} het steekproefgemiddelde is.
Onder de nulhypothese is de toetsingsgrootheid Z standaardnormaal verdeeld.